# Nachtjagd
La Nachtjagd (de l'allemand, littéralement : « chasse de nuit ») est une branche de la Luftwaffe chargée plus spécifiquement de la chasse de nuit dans la défense du Reich notamment contre les bombardiers du Royal Air Force Bomber Command conduisant les attaques de bombardement stratégique durant la Seconde Guerre mondiale. Elle ne doit pas être assimilée ou confondue avec les Nachtschlachtgruppen, unités chargées du bombardement et harcèlement nocturne.

Insigne de la Nachtjagd. Son design fut l’œuvre de Victor Mölders (jeune frère de Werner) alors qu'il se trouvait en poste à la ZG 1.

Organisation des zones d'intervention de la Nachtjagd au début de la Seconde Guerre mondiale.

## Historique
Le concept de bombardement stratégique nocturne avait déjà été amplement développé par l'aviation impériale pendant la Première Guerre mondiale (raids de Zeppelins sur Londres et bombardiers lourds Gotha). À titre préventif, elle avait aussi procédé à quelques expériences de chasse de nuit dite « chasse à vue » appuyée par des projecteurs. La Luftwaffe ressuscitée poursuivit le processus au cours des années 1930, sans toutefois pousser ses essais plus en avant.

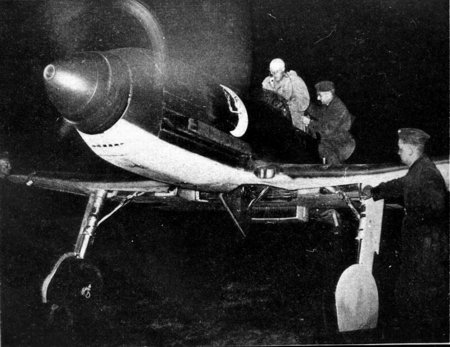
Heinkel He 100 présenté par la propagande allemande comme chasseur de nuit avant la 2GM.

À la veille du déclenchement du plan Jaune, le ministre de la propagande Joseph Goebbels fit paraître dans la presse des photos d'avions Heinkel He 100 prétendument affectés à « des » unités de chasse diurne/nocturne allemandes non identifiées. Il s'agissait en fait de désinformation : le Heinkel He 100 était un prototype (détenteur d'un record de vitesse resté sans suite) construit à une douzaine d'exemplaires seulement,. En réalité, ni l'Allemagne, ni son principal adversaire la Grande-Bretagne, ne possédaient d'unités spécialisées dans la chasse de nuit au début de la Seconde Guerre mondiale, et d'une manière générale, très peu d'expérience dans le domaine de la guerre aérienne nocturne.

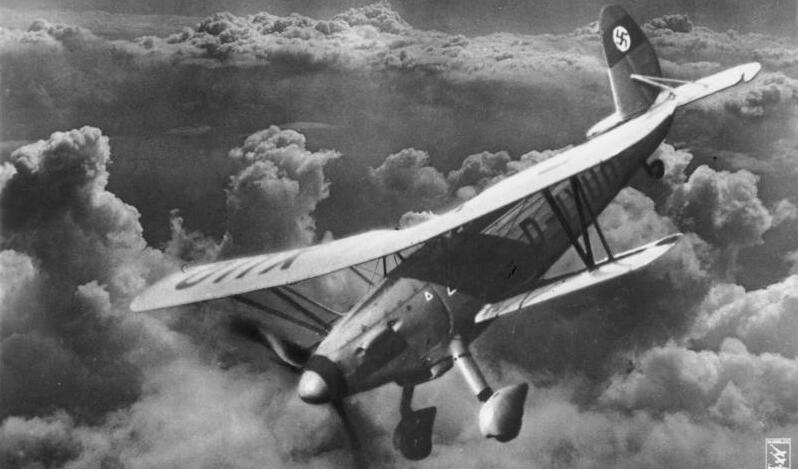
Arado Ar 68, l'un des tout premiers appareils affectés à la Nachtjagd.

En raison du caractère résolument offensif de la doctrine militaire allemande et de ses stratèges, la défense aérienne, de nuit comme de jour, était loin d'être une priorité. En janvier 1939, la Luftwaffe ne compte que sept Nachtjagdversuchsstaffeln (escadrille expérimentales de chasse de nuit) équipées d'Arado Ar 68 et de Messerschmitt Bf 109D. Ces unités étaient surnommées les Mondlichtstaffeln (litt. « Escadrilles du clair de Lune »). En novembre de la même année, une poignée de ces avions seront utilisés pour des essais d'interception nocturne par la 10.(Nacht)/JG 26. En février 1940, une unité expérimentale commandée par le Major Blumensaat, est créée à Jever sous la dénomination IV./JG 2.
La chasse de nuit allemande au début de la guerre se réduisait donc à quelques unités expérimentales appartement à des escadres de chasse affectées essentiellement à la protection des ports du Nord-ouest de l'Allemagne (Lübeck, Brême...). Pour le reste du territoire, l'artillerie antiaérienne était censée suffire. Le réseau radar se réduisait, quant à lui, à une douzaine de stations réparties de la Frise à la Forêt-Noire. C'est le raid de la RAF du 18 décembre 1939 qui révéla les lacunes autant pour les Britanniques (qui perdirent près de la moitié de leurs avions) que pour les Allemands, à savoir un système de protection antiaérienne insuffisant et la vulnérabilité de leur complexe militaro-industriel de Rhénanie et de la Ruhr.

### Prémices d'une nouvelle guerre aérienne

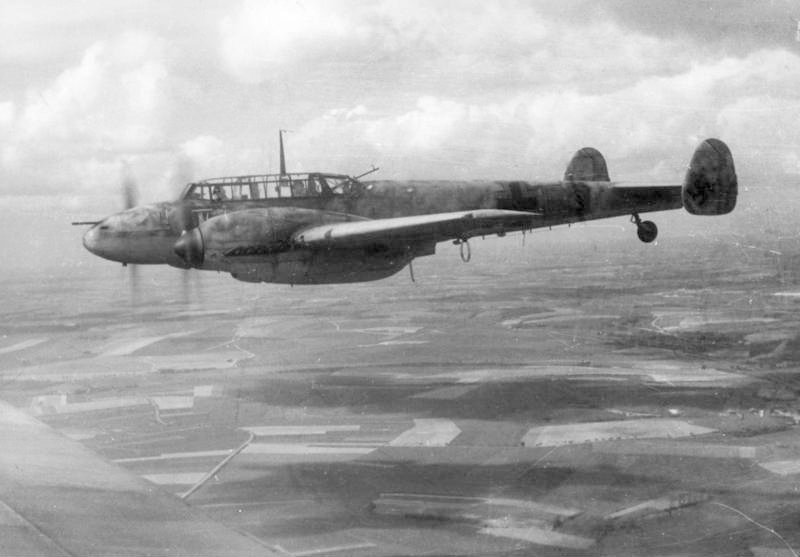
Peu adapté à la chasse de jour, le Messerschmitt Bf 110 révéla tout son potentiel une fois versé dans la chasse de nuit (l'insigne de la Nachtjagd est partiellement visible derrière le fuseau-moteur).

Entre avril et juillet 1940, les premières victoires sont adjugées au IV./JG 2 ainsi qu'à un équipage du KG 4. Ce ne sera finalement que le 22 juin 1940 - en vue d'abord de la bataille d'Angleterre qui se préparait  - que Hermann Göring fait appel au Hauptmann Wolfgang Falck (en) (dont le nom signifie d'ailleurs « faucon », en allemand) pour mettre sur pied la première véritable escadre de chasse de nuit, la Nachtjagdgeschwader 1 (NJG 1). La constitution d'une partie de la NJG 2 vint la même année, tout comme la NJG 3. On peut à partir de cette date distinguer deux périodes dans l'histoire de la Nachtjagd : celle d'avant juillet 1943 (le raid massif et meurtrier sur Hambourg) et celle de la fin de la guerre.
La Nachtjagd nécessitait l'utilisation d'un bimoteur afin de permettre notamment l'installation de tout l'équipement destiné à la chasse de nuit. Il devait être rapide, lourdement armé et bénéficiant d'une bonne autonomie. À ces spécifications, le Bf 110 « Zerstörer » se révéla l'appareil tout désigné. On y adjoint un goniomètre pour la navigation, des moyens de télécommunication ainsi que des feux de position et un éclairage de cockpit particuliers. Cette masse d'instruments sera complétée par la suite par des carénages spéciaux sur les pipes d'échappement afin que la lumière des flammèches ne trahissent la présence du chasseur ou n'éblouissent les membres d'équipage ; ils permettaient également que les suies des fumées n'encrassent les vitres de la verrière. Seuls les pilotes de Zerstörer montrant une aptitude à voler de nuit seront transférés dans la Nachtjagd.
C'est dans la nuit du 19 au 20 juillet 1940 que l'Oberleutnant Werner Streib enregistra la première victoire de la toute nouvelle Nachtjagd, en l'occurrence un bimoteur Whitley (serial VP5007 appartenant au No. 9 Squadron de la RAF) au-dessus d'Osnabrück,. À la fin de l'année, ce même pilote sera promu Hauptmann et se verra décerné la seconde Croix de Chevalier de la chasse de nuit allemande, la première revenant cinq jours avant à son Kommodore le Major Wolfgang Falck pour la bonne conduite de son unité. À ce stade, une coopération avec les projecteurs au sol et les unités de Flack demeurait indispensable pour mener à bien les interceptions.

### Gain d'expériences

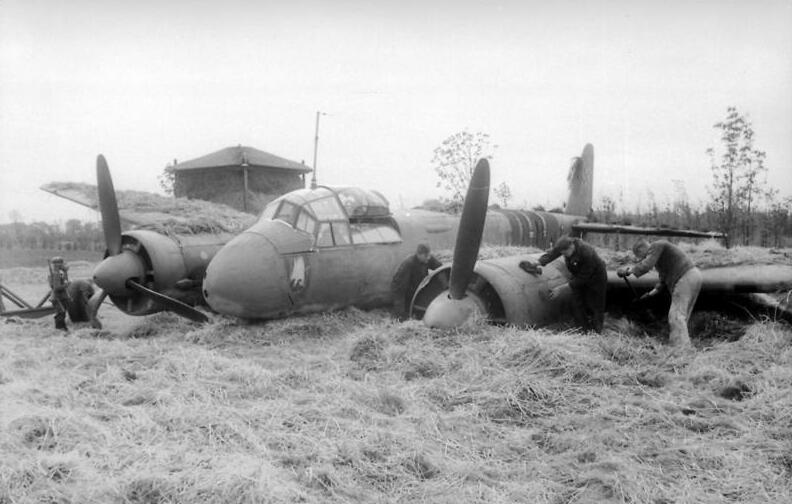
Junkers Ju 88G de chasse de nuit après un atterrissage de fortune en France.

En 1941, les équipages allemands maîtrisaient raisonnablement l'interception nocturne. Le Bf 110, peu adapté à la chasse de jour, trouva finalement un second souffle dans son nouveau rôle. Il sera tellement efficace qu'il deviendra d'ailleurs la principale force de frappe de la Nachtjagd. L'emploi du très polyvalent Ju 88 comme chasseur de nuit s'avéra également un excellent choix. Disposant d'une autonomie supérieure, l'avion se montra particulièrement efficace pour les intrusions de nuit au-dessus du territoire britannique. Les pilotes comme l'Oberleutnant Kurt Hermann et le Leutnant Hans Hahn du I./NJG 2 s'illustrèrent notamment dans ce genre de mission. De son côté, Dornier reçut l'ordre en 1940 d'adapter le Do 17 à la chasse de nuit. S'ensuivra une modification analogue pour le Do 215 la même année et le Do 217 début 1941. L'Italian Caccia Nottuna italienne reçut 50 exemplaires de ce dernier dans le but de défendre les pôles industriels de Milan, Gênes et Turin ; leurs résultats resteront cependant négligeables.  
Le 10 mars 1941, le Leutnant Reinhold Knacke de la 2./NJG 1 abat peu avant minuit le tout premier quadrimoteur - en l'occurrence un Stirling. Dans la nuit du 9 au 10 avril, la Nachtjagd enregistrait déjà sa 100e victoire quand l'Oberleutnant Prinz zur Lippe Weissenfeld de la 4./NJG 1 descendit le Wellington W5375 du 12th Squadron au-dessus de l'Ijsselmeer. Bien d'autres pilotes feront la renommée de la chasse de nuit, tel le célèbre Helmut Lent, un ancien de la campagne de Pologne. Le seul problème majeur résidait à l'époque du manque d'équipement radar embarqué. Durant les sept mois qui suivirent apparut le Stab NJG 4, mais la mise sur pied de la NJG 4 dans son intégralité sera encore longue. Dans la nuit du 11 octobre, le Leutnant Hans Hahn déjà cité devient le premier grand as de la chasse de nuit allemande à périr après avoir percuté au-dessus d'Oxford, sa 13e victime. Toutefois, Hitler considérait peu les succès au-dessus du territoire britannique, guère visibles aux yeux du grand public. Il délaissa ainsi une méthode pourtant prometteuse au profil du front méditerranéen : à la mi-octobre, le I./NJG 2 posa donc ses valise en Sicile.

### Ligne Kammhuber et radars embarqués

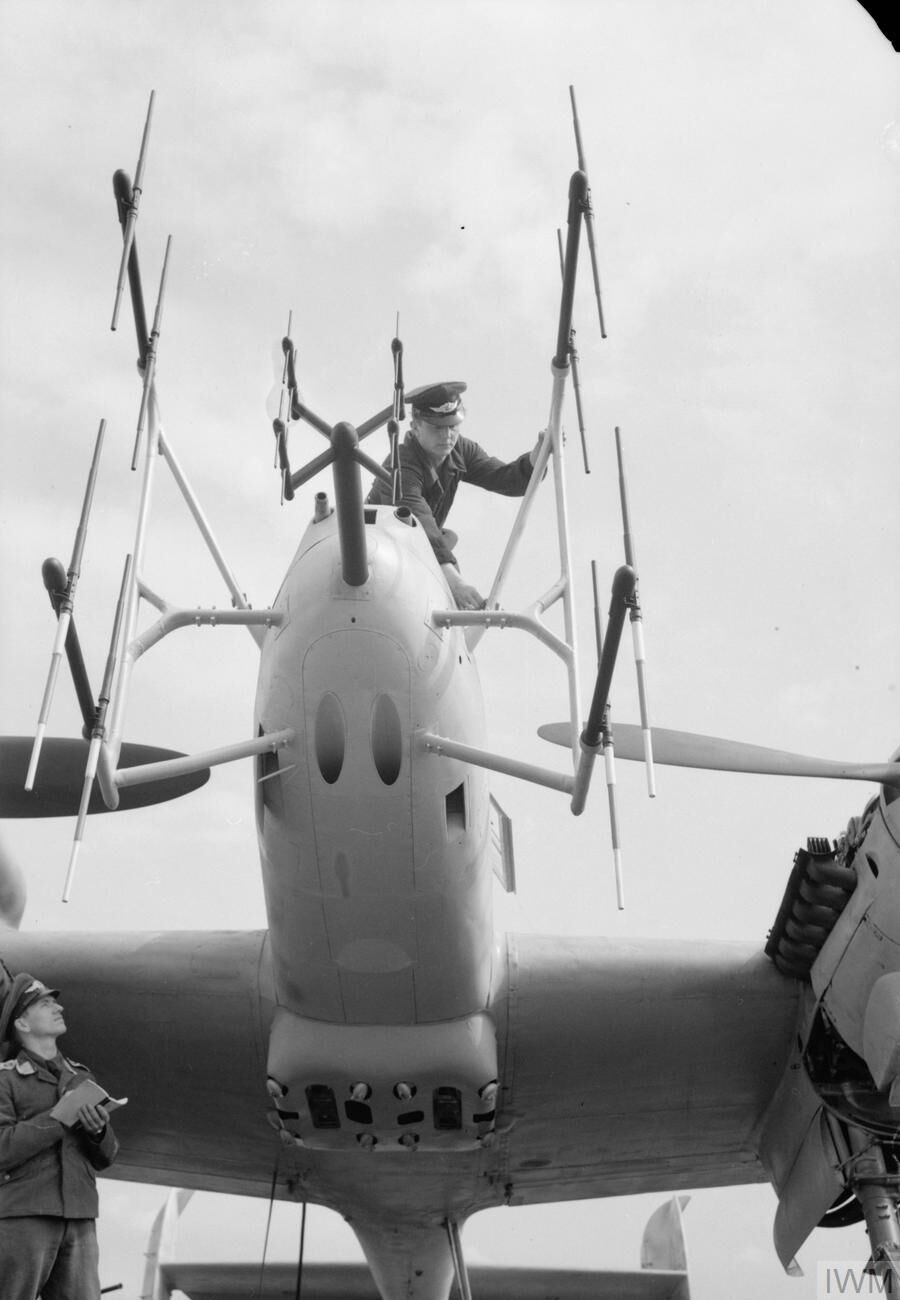
Bf 110 équipé du radar Lichtenstein FuG 220 SN2 reconnaissable aux quatre grosses antennes extérieures et de la version FuG 212 C-1 plus petite fixée sur un mât central.

En octobre 1940 déjà, l'Oberst Josef Kammhuber, avait mis en place une structure de défense coordonnée incluant quelques radars au sol Freya et Würzburg ainsi que des projecteurs. Il commença par équiper trois zones, l'une dédiée pour traquer les chasseurs de nuits adverses, les deux autres pour les bombardiers du Bomber Command. La précision de l'équipement radar était telle que des contrôleurs qualifiés étaient généralement en mesure d'amener les intercepteurs à portée visuelle de leurs cibles. Mi-1941, la zone fut étendue de l'ouest de la Ruhr jusqu'au nord de la côte danoise. 
Cette barrière défensive, connu sous le nom de ligne Kammhuber,  avait toutefois un sérieux inconvénient. Chaque station au sol ne pouvait contrôler qu'une interception à la fois. Tant que les équipages anglais volaient individuellement vers leur objectif plutôt qu'en formation comme ils le faisaient depuis le début de la campagne de bombardement, le système demeurait efficace. Par contre, les contrôleurs allemands pourraient bien se retrouver submergés si les bombardiers se mettaient à voler par boxe. 
L'entrée en service du radar Lichtenstein vint compenser ce défaut. Dans la nuit du 8 au 9 août 1941, l'Oberleutnant Ludwig Becker de la 4./NJG 1 remporta la première victoire aérienne avec ce radar embarqué en descendant un Wellington à bord d'un Do 215B. Cependant, cet équipement ne sera pas généralisé sur tous les avions avant le début de l'année 1942. Il sera décliné au cours de la guerre en plusieurs versions plus ou moins performantes (FuG 202, 212, 220 et 228) ce qui nécessita parfois l'utilisation de deux radars embarqués en même temps pour compenser leurs défauts respectifs. À la fois peu pratique et de faible porté, le radar se révéla peu populaire parmi les équipages à ses débuts, mais l'amélioration de la technologie inversa la tendance au fil des mois. Toutefois et durant toute la première phase de la guerre aérienne nocturne, la Luftwaffe utilisa essentiellement la combinaison radars terrestres/projecteurs pour guider ses chasseurs ; c'est l'époque de la Helle Nachtjagd (« chasse de nuit claire ») ou Henaja. Cette technique permet ainsi à l’Oberleutnant Kurt Martinek, pilote de la 9./NJG 4 alors basée à Florennes (Belgique) et équipée en Me 110, d'abattre six bombardiers britanniques entre le 13 août et le 23 septembre 1942.
Au printemps 1942, les effectifs de la Nachtjagd avaient évolué proportionnellement aux attaques du Bomber Command désormais commandé par Arthur Harris. Ils comptaient les NJG 1, NJG 2, NJG 3, NJG 4, chacune dotée d'un Stab de commandement et de deux à trois Gruppen,.

### Harris passe en force

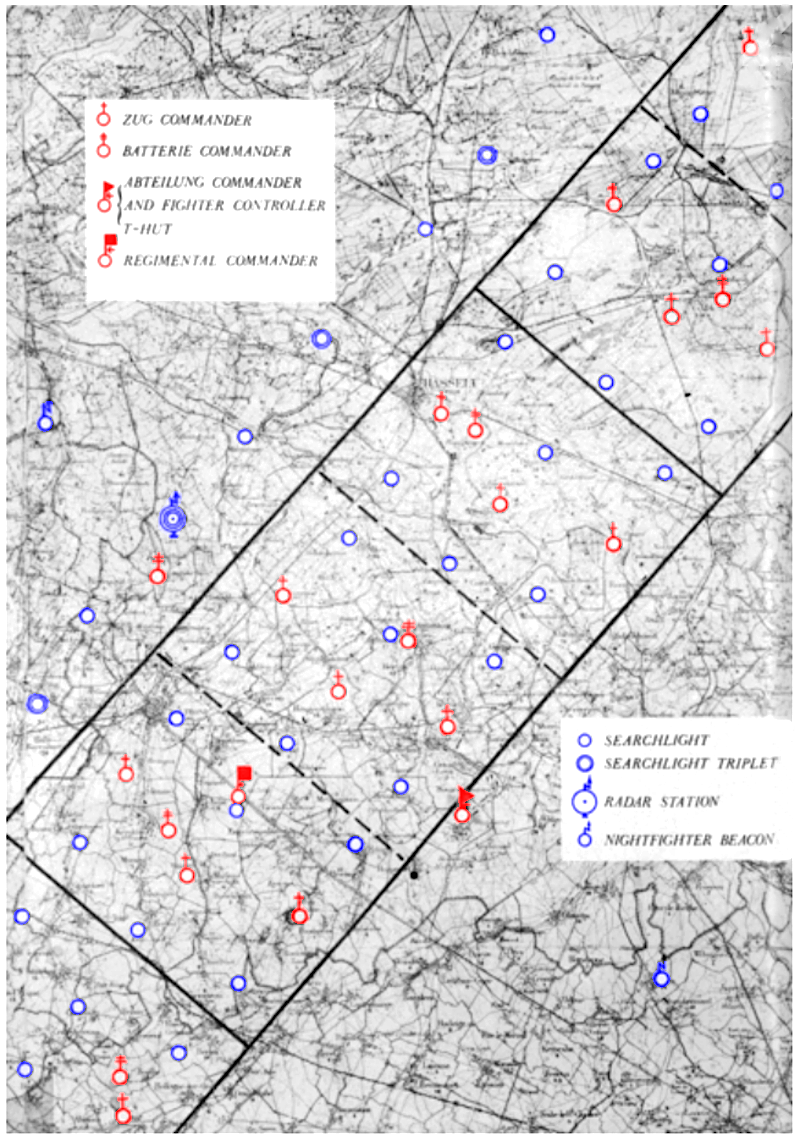
Une partie de la ligne Kammhuber.

Lorsque le Marshal Harris prit ses fonctions, il s'employa à frapper lourdement une seule et même cible avec des formations pouvant compter plus de 1 000 bombardiers. Cette tactique aussi appelée « bomber stream » avait pour but de submerger les défenses adverses. Les sites industriels de la vallée de la Ruhr demeuraient des objectifs prioritaires mais la brume et le brouillard recouvraient souvent les usines. Du coup, c'est la ville de Cologne qui fut prise pour cible par ce premier raid massif dans la nuit du 30 au 31 mai 1942. L'attaque prit les défenses allemandes à contrepied et la ville subit de lourds dégâts. Les Anglais eux perdirent 41 bombardiers (32 du fait des chasseurs des NJG 1 et NJG 2), soit moins de 4 % des forces engagées.
Si l'opération (nom de code Millennium) fut un succès pour les Britanniques, Millennium II (nuit du 1 au 2 juin 1942) fut en revanche bien moindre dû à la mauvaise visibilité. Cependant, il est clair que les Allemands devaient repenser leur stratégie de défense si ce genre d'attaque devait persister dans la durée. La plus grosse perte de cette année sera l'Oberleutnant Reinhold Eckardt, Staffelkapitän de la 7./NJG 3 ; le 30 juillet, l'as descendit tour à tour  un Stirling, un Halifax et un Lancaster (ses 20e, 21e et 22e victoires) mais les défenses de ce dernier endommagèrent son Bf 110. Si son mitrailleur radio put sauter en parachute, celui de Eckardt se prit dans la queue de son appareil avant le crash final. Chasser de nuit représentait cependant moins de risque que les interceptions de jour, tel était en tout cas le sentiment assez répandu dans la Luftwaffe. 
Les escadres nocturnes comptaient maintenant trois à quatre groupes, excepté la NJG 2 (deux groupes) qui se battaient sur les fronts sicilien et africain ; une nouvelle NJG 5 fut également créée dès septembre 1942. À l'automne 1942, l'organisation et le contrôle de la chasse de jour et de nuit se regrouperont également sous une seule entité dirigée par un service commun et fonctionnant 24 h sur 24 h.

### La bataille de la Ruhr
Le début de l'année 1943 fut particulièrement dur pour la Nachtjagd qui perdit au cours du seul mois de février, trois de ses plus grands as : le Hauptmann Reinhold Knacke (45 victoires) et Staffelkapitän de la 1./NJG 1 meurt après que son parachute ne se soit pas déployé ; l'Oberleutnant Paul Gildner qui lui succéda (43 victoires dont 41 de nuit) se cracha accidentellement à la suite d'une panne de moteur ; enfin l'Oberleutnant Ludwig Becker (44 victoires) chef de la 12./NJG 1 perd la vie lors d'une interception de jour, la Nachtjagd ayant également en effet pour tache d'épauler la chasse diurne pour contrer les vagues de bombardiers américains. Une situation que ne manqua pas de faire réagir Kammhuber qui y voyait là un gaspillage injustifié de ses forces. En mars, c'est au tour du Hauptmann Horst Patuschka (23 victoires) alors Kommandeur du II./NJG 2 de disparaitre en Tunisie à la suite d'une panne probable de moteur tandis que l'Oberleutnant Lothar Linke - ayant pris la suite de Becker - se cracha en mai pour les mêmes raisons après sa 27e victoire. Disparaît également des premières lignes le vétéran et Leutnant Wilhelm Beier (38 victoires, principalement avec la NJG 2) pour un poste d'instructeur.
Au printemps 1943, les Britanniques avaient rassemblé suffisamment d'effectifs et étaient désormais capables de faire ce qui leur était impossible jusqu'ici : détruire les moyens industriels tels que les aciéries, les usines d'armements et tout ce qui servait à l'effort de guerre allemand. Ils disposaient pour cela de 53 Squadrons dont 16 de bombardiers bimoteurs mais équipés du nouveau radar H2S. Ce système révolutionnaire permettait aux navigateurs anglais de visualiser sur écran le terrain survolé, et ainsi guider les avions sur la cible indépendamment de la couche nuageuse. Les bimoteurs jouaient ainsi le rôle d'éclaireurs pour la force de frappe principale ce qui allait amener la RAF à une campagne de bombardement sans précédent sur des objectifs spécifiques.
Pour la Luftwaffe également, les choses avaient changé depuis les raids sur Cologne. Si la ligne Kammhuber demeura intacte, elle fut complétée par la « Dunkel Nachtjagd » (chasse de nuit sombre) où les chasseurs décollaient avant d'être guidés directement vers le flot de bombardiers en approches. La masse des formations adverses était telle qu'il était difficile de manquer l'interception, ce qui  donna lieu à des combats aériens nocturnes jamais vu alors.
À l'exception de la NJG 2, les unités de la Nachtjagd stationnaient entre l'est de la France en passant par la Belgique et le nord de l'Allemagne et comptaient les NJG 1 à 5, les dernières escadres complétant leurs effectifs entre avril et mai 1943. Le début d'une nouvelle NJG 6 vit également le jour. Parallèlement, ces unités furent flanquées de la NJG 101 dédiée à l'écolage, mais qui effectuera également des missions opérationnelles dès le mois d'avril. La NJG 2 fit finalement son retour en Europe à la même période, après une quarantaine de succès remportés en Afrique du Nord et en Méditerranée.

### Chasse de nuit sur le front de l'Est
À l'Est aussi, l'activité aérienne nocturne posa problèmes aux Allemands, notamment les avions qui ravitaillaient les partisans et les bombardiers de harcèlement nocturnes comme le U-2 évoluant à très basse vitesse. Sur le secteur de Leningrad, les nuits étaient assez claires pour que quelques as de la JG 54 comme Günther Fink, Reinhard Seiler, Erwin Leykauf ou encore Joachim Wandel remportent plusieurs succès nocturnes. Ces deux derniers réalisèrent même respectivement un sextuplé et un septuplé entre fin juin et début juillet 1942. En fait, l'absence de radar sur ce secteur amena les Allemands à improviser selon la situation du moment. Plus tard, les précieux moyens de détection furent montés sur des wagons et amenés sur le front, (neuf trains au total) mais les chasseurs du front russe opérèrent davantage en freelance qu'en s'aidant du contrôle au sol.   

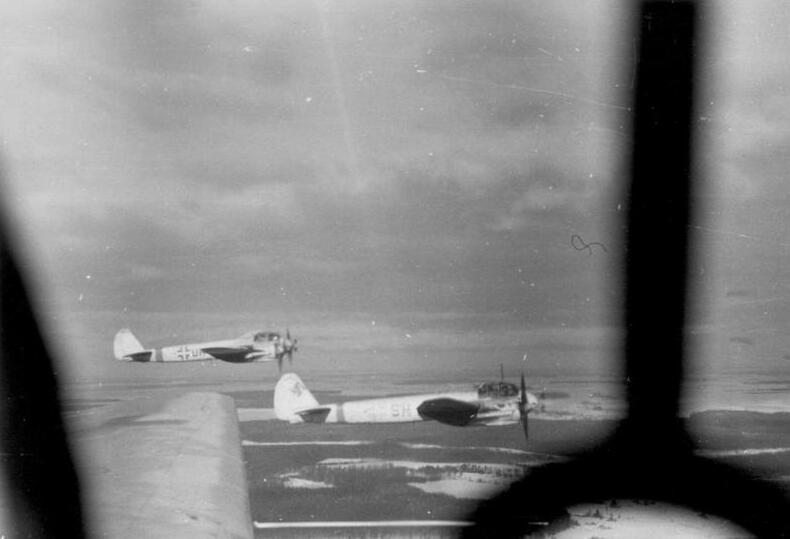
Junkers Ju 88 Nachtjäger sur le front Est.

La Dal'naya Aviatsiya (DA) ou aviation à long rayon d'action de l'armée de l'air soviétique commença également à effectuer des raids en profondeur sur les arrières de l'ennemi, en employant des bombardiers à long rayon d'action comme le Iliouchine Il-4. Le Stab IV./NJG 5 sous le commandement du Hauptmann Heinrich Prinz zu Sayn-Wittgenstein ainsi que les 10. et 12./NJG 5 sont donc affectées aux opérations en Russie dès janvier 1943. En juin, ces unités sont déplacées à Bryansk et Orel pour l'opération Citadelle. 75 succès seront enregistrés entre avril et août, dont 33 pour le kommandeur, qui réalisa un septuplé dans la nuit du 20 au 21 juillet.
Début août, le I./NJG 100 reprit des éléments du IV./NJG 5 qui passa sous commandement du Hauptmann Rudolf Schönert ; cette unité restera déployée sur le front Est jusqu'à la fin de la guerre. À la fin de l'année, le Hauptmann Alois Lechner jusqu'ici Staffelkapitän de la 1./NJG 100 reprendra ensuite les reines du groupe. Autre as à se distinguer à l'Est à la même période, l'Oberfeldwebel Josef Kociok du ZG 1 dont la 10. Staffel (ou 10.(N)/ZG 1) se spécialisa également dans la chasse nocturne. Renommée 4./NJG 200, l'as descendra son 33e adversaire le 26 septembre en le percutant et périra à cause d'un parachute défaillant. Cette nouvelle NJG 200 bien qu'opérationnelle, restera néanmoins au stade embryonnaire ou créée uniquement administrativement. Il est possible qu'il s'agisse d'une amorce de dédoublement de la NJG 100 (elle aussi équipée de Ju 88) en vue de la constitution tardive d'une seconde unité de chasse de nuit opérant en URSS.

### Le raid sur Hambourg et ses conséquences
Une nouvelle étape sera à nouveau franchie à l'été 1943. Jusque là, les ports et chantiers navals de Hambourg qui produisaient les U-boats avaient été relativement épargnés par les bombardements. En plus du radar H2S, les points de repère au sol du littoral ne manquaient pas pour permettre une frappe avec précision. Cependant pour Harris, la destruction des industries allemandes n'était pas prioritaire ; son objectif était de détruire la ville qui abritait les milliers de travailleurs œuvrant pour les chantiers. Pour ce faire, des contre-mesures furent employées pour la première fois ; aussi simples qu'efficaces, elles consistaient en de simples paillettes d'aluminium larguées par milliers afin de brouiller les écrans radars allemands.
La première attaque eut lieu dans la nuit du 24 juillet 1943 où les contre-mesures jouèrent leurs rôles à la perfection : seulement 12 bombardiers furent abattus par la Nachtjagd. Six autres raids se succédèrent jusqu'au 2 août 1943, causant une tempête de feu et plus de 45 000 victimes et un million de sans-abris
,.

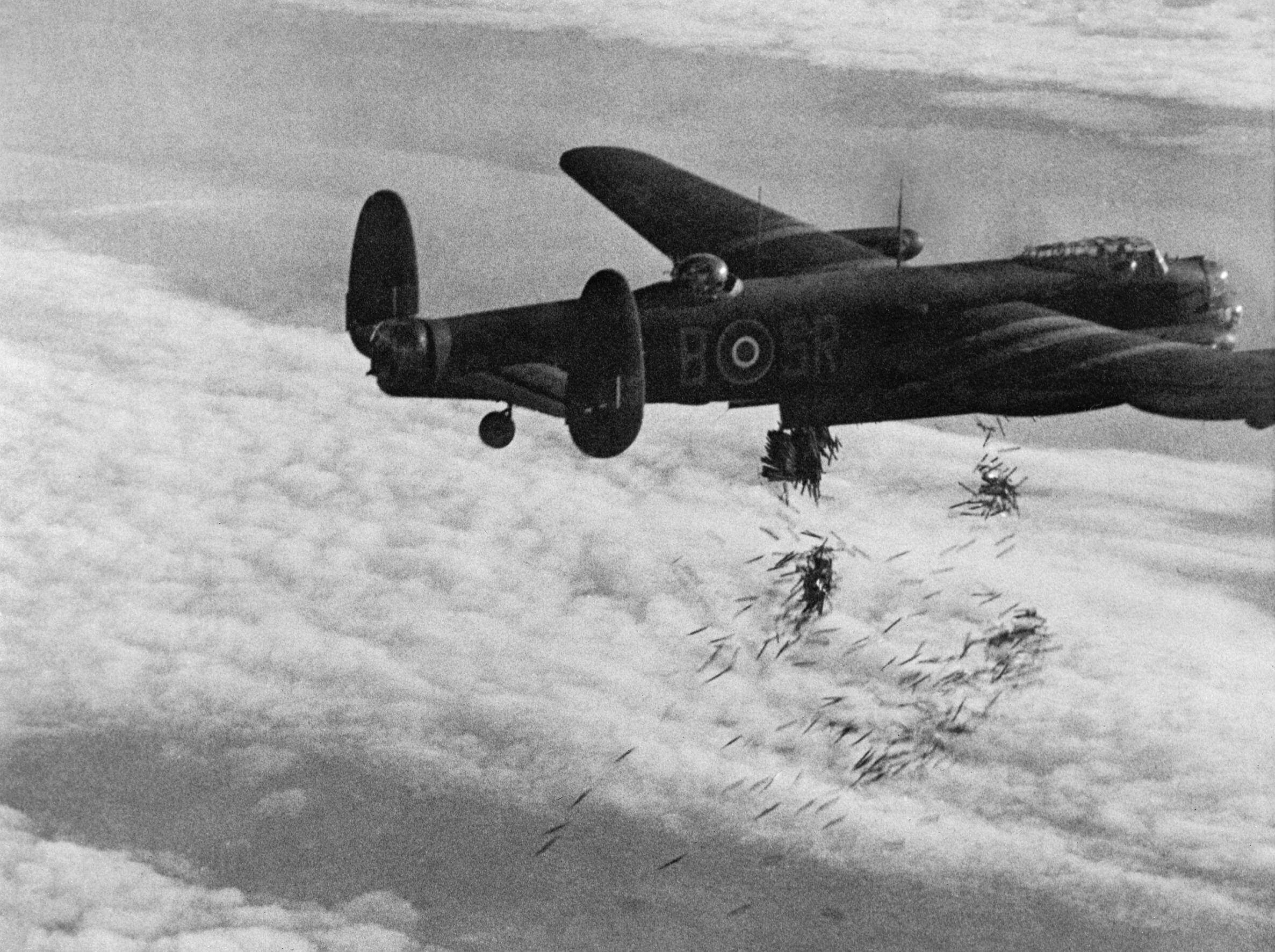
Largage de paillettes de contre-mesures par un bombardier Lancaster. Leurs dimensions étaient adaptées à la fréquence des radars allemands.

Toutefois, les opérateurs radars allemands apprirent bientôt à dissocier les cibles se déplaçant rapidement (comme les avions) des échos lents que projetaient les paillettes sur les écrans. Mais les Anglais avaient maintenant percé la cuirasse du système de détection allemand, et il fallait y remédier. Désormais, les chasseurs de nuit décollaient mais se rassemblaient en masse en orbitant au-dessus d'une balise, en attente d'instructions du contrôle au sol quant à la trajectoire des avions assaillants. Cette tactique aussi appelée « Zahme Sau » (apprivoiser la truie) fut testée en même temps que la « Wilde Sau » (truie sauvage) mettant en action des chasseurs monomoteurs équipés pour l'occasion d'un indicateur directionnel et d'un phare d'atterrissage, les pilotes repérant simplement leurs cibles à la lueur de fusées éclairantes, des projecteurs et des incendies au sol provoqués par les bombardements,.

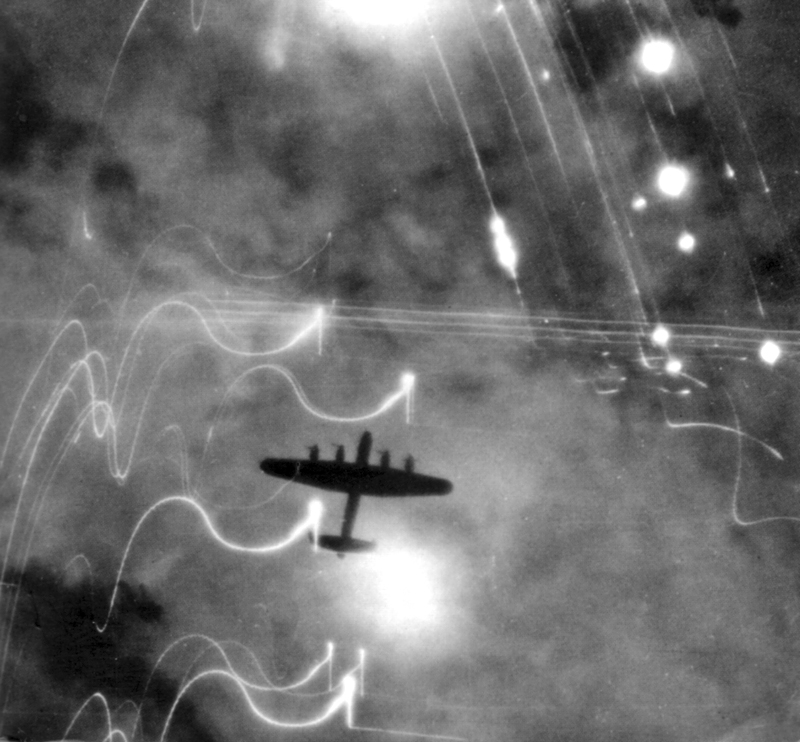
Lancaster de la RAF au-dessus de Hambourg.

On testa également des systèmes d'armes spécifiques, le plus connu demeurant le « Schräge Musik » (litt. « Musique syncopée ») qui consistait en deux affuts de divers calibres disposés sur le dos du fuselage et tirant en oblique. Le dispositif fut utilisé pour la première fois avec succès le 17 août 1943 et fut très populaire auprès des pilotes. Généralisé à la fin de l'année, les Alliés en y ignorèrent l'existence pendant six mois. L'entrée en service du Heinkel He 219 fin 1943 (testé avec succès en juin) permettait également à la Luftwaffe de disposer d'un vrai chasseur de nuit plus performant dans tous les domaines. Mais le Ju 88 donnant généralement satisfaction, la production d'un nouvel appareil à ce stade de la guerre n'était pas pertinent, et le chasseur de Heinkel, aussi bon fût-il, ne sera utilisé en petite quantité que par la NJG 1,.
Les Allemands eurent de nouveaux coups durs fin septembre avec la perte au combat et à deux jours d'intervalle du Hauptmann Hans-Dieter Frank, kommandeur du I./NJG 1 depuis trois mois, et du Hauptmann August Geiger, Staffelkapitän de la 7./NJG 1. Les deux hommes possédaient respectivement 55 et 54 victoires, dont une de jour chacun. La NJG 3 n'est pas non plus épargnée, avec deux Kommandeur tués début octobre, dont le Hauptmann Rudolf Sigmund (29 victoires) abattu par sa propre DCA. La même mésaventure arriva le 9 octobre au Leutnant Heinz Grimm de la 12./NJG 1 ; gravement blessé en s'éjectant après sa 27e victoire, l'homme décédera quatre jours plus tard à l'hôpital. Enfin, le Major Walter Ehle Kommandeur du II./NJG 1 se crasha à l'atterrissage le 18 novembre à la suite d'une panne d'éclairage de piste ; il détenait 39 victoires dont 33 de nuit.
L'unité Wide Sau baptisée « Kommando Hermann » s'illustra davantage que la Nachtjagd dans les nuits du 25 au 30 juillet 1943 et donna naissance à l'escadre de nuit monomoteur JG 300, puis quelques mois plus tard aux JG 301 et JG 302. D'une manière générale, ces unités permirent de pallier temporairement les carences des Nachtjagdgeschwader, à ceci près qu'elles manquaient cruellement d'avions et de pilotes suffisamment entraînés pour pratiquer la chasse de nuit sur monomoteur. La Nachtjagd elle-même possédait dans son ensemble un taux de disponibilité opérationnel de ses bimoteurs relativement faible (50 % au maximum). Difficile dans ces conditions d'opposer une force d'interception efficace dans la durée.

### Revanche allemande entre Berlin et Nuremberg
Les opérations Gomorrhe et Millennium achevées, les Britanniques se tournèrent vers leur nouvelle cible, Berlin. Un long parcours semé d’embûches et de défenses en tout genre les attendait, et attaquer la capitale allemande était surement la mission la plus dangereuse que pouvaient redouter les équipages anglais à cette époque. Quant à la Luftwaffe, elle parvenait maintenant à déjouer les contre-mesures, et son système de navigation par balise céda la place à un simple vecteur de contrôle afin d'obtenir le contact avec les vagues de bombardiers. De là, les chasseurs de nuit étaient en mesure de poursuivre et d'abattre leurs adversaires jusqu'à épuisement des munitions. Ceci permit de rassembler un plus grand nombre de chasseurs face à l'ennemi qu'avec un guidage strictement contrôlé par radar. Pour les Allemands, les « nuits heureuses » revinrent. Sous l'initiative de Werner Streib devenu inspecteur de la chasse de nuit, les appareils reçurent également une peinture de camouflage claire tachetée de nuances sombres pour refléter la lumière.

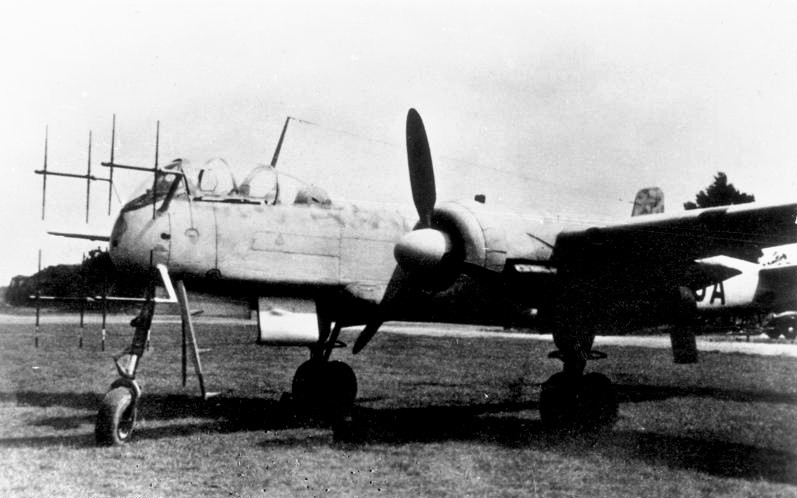
Construit spécifiquement pour la chasse de nuit, le Heinkel He 219 fut la bête de guerre par excellence de la Nachtjagd.

Cela n'empêcha pas pourtant la perte de grands as, comme le Hauptmann Paul Szameitat chef du I./NJG 3 qui voit son Ju 88C-6 sévèrement endommagé au lendemain du premier de l'an par les tirs défensifs d'un bombardier. Il tentera un atterrissage forcé sans toutefois y parvenir. Dans la nuit du 21 janvier 1944 dans la région de Magdebourg, le Kommodore de la NJG 2 le Major Heinrich Prinz zu Sayn-Wittgenstein est abattu sur son Ju 88 par un Mosquito après avoir lui-même remporté un quintuplé. Devenu deuxième as allemand après le retrait de Werner Streib, son bilan final s'établira à 83 victoires aériennes. Lors de la même mission, le Hauptmann Manfred Meurer disparaît quand son He 219 entra en collision peu avant minuit avec un Lancaster (sa 65e victoire) ; il n'y aura aucun survivant dans les deux appareils.

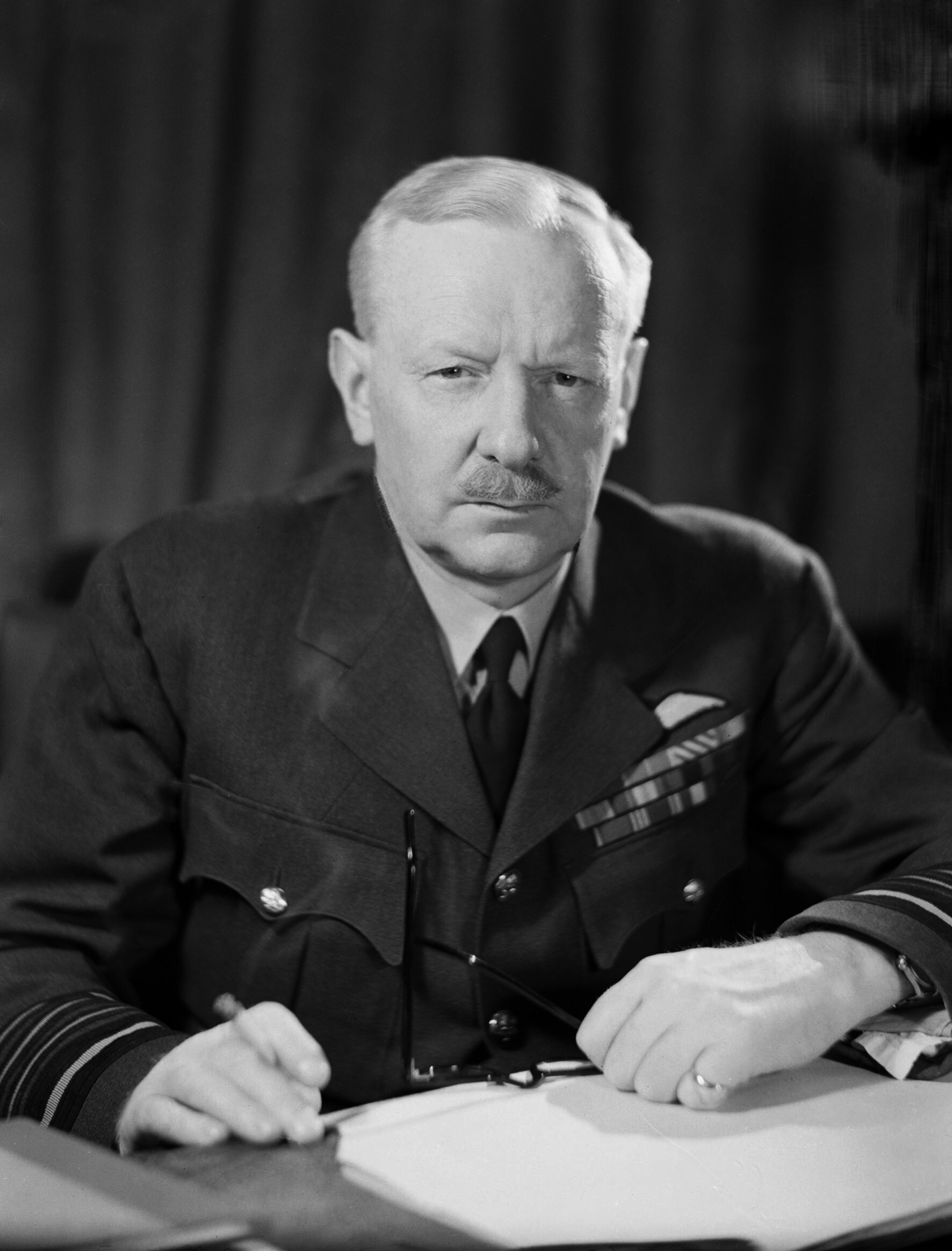
L'Air Marshal Arthur Harris n'avait guère d'états d'âme à envoyer ses hommes dans des missions à risques, d'où son surnom Bomber Harris.

Entre-temps, une nouvelle escadre d'entraînement vit le jour avec la NJG 102 tandis que le Nachtjagdgruppe 10 fut comme son nom l'indique, un groupe indépendant formé au tout début de l'année 1944 pour opérer à la fois sur chasseurs monomoteurs et bimoteurs. Parallèlement, le groupe de bombardement III./KG 3 fut transformé en I./NJG 7. Cette nouvelle unité ne comptera en fait que ce seul groupe et intégrera la NJG 2 à la fin de l'année. Pendant ce temps, Harris avait en tête de raser totalement Berlin en utilisant conjointement les forces Américaines pour un raid jusque là jamais vu, quitte « à perdre 500 bombardiers alliés » ! Cependant, il fut démontré que les bombardements stratégiques ne démoralisaient pas l'adversaire mais au contraire, renforçaient le sentiment de résistance. Qui plus est, les Américains déclinèrent l'offre, ne voulant pas voir ses équipages inutilement massacrer par la Flak et la chasse adverse.
C'est donc seul que le Bomber Command alla se confronter aux défenses allemandes. Malgré les raids de diversion et l'emploi de contre-mesures, les Anglais perdirent 78 bombardiers lors d'un raid sur Leipzig dans la nuit du 19 février 1944. Ce fut pire sur Nuremberg dans celle du 30 mars 1944. Cette nuit-là, Harris décida d'abandonner la tactique consistant à faire voler les formations sur une fausse trajectoire le plus longtemps possible afin de ne pas dévoiler la vraie cible jusqu'à la dernière minute, ceci afin de désorienter les Allemands habitués à ce genre de feinte. Mal lui en a pris puisque le flot des bombardiers se retrouva directement dans le collimateur de plusieurs chasseurs en maraude sous un ciel de pleine lune : un record de 95 quadrimoteurs furent descendus, et plus encore seront déclarés irréparables après atterrissage.
Durant la période allant de janvier à mars, les victoires multiples s'étaient enchaînées - pas moins de 12 quintuplés au septuplés, dont 10 sur le front Ouest. Une nouvelle génération de pilotes prenait peu à peu leur place au côté des anciens encore en vie, parmi eux l'Oberleutnant Heinz-Wolfgang Schnaufer qui malgré son grade, commandait le IV./NJG 1 ou encore « le » spécialiste des victoires multiples, l'Oberleutnant Martin Becker chef de la 2./NJG 6 qui obtient six succès dans la nuit du 22 mars, et pas moins de sept lors de la fameuse nuit du 30 mars. De l'avis de Schnaufer, les mitrailleurs de défense des bombardiers anglais ne tiraient pas de façon assez soutenues ou ouvraient le feu trop tard par crainte de révéler leur position.
Toutefois et comme toujours, succès riment avec pertes puisque au cours de la même période, l'Oberfeldwebel Heinz Vinke de la 11./NJG 1 (54 victoires) est abattu le 26 février 1944 par des Typhoon britanniques lors d'une mission de recherche. Le 12 mars 1944, l'as aux 51 victoires le Major Egmond Prinze zu Lippe-Weissenfeld et récent Kommodore de la NJG 5 s'écrasa à son tour à cause du mauvais temps dans le massif ardennais, tandis que Major Heinrich Wohlers (29 succès et Kommodore de la NJG 6) subit le même sort trois jours plus tard en tentant d'atterrir par temps de brouillard. Sur le front russe, le Hauptmann Alois Lechner chef du I./NJG 100 est abattu fin février par la DCA ; blessé et capturé, l'as aux 45 victoires est porté disparu depuis.

### Changement de direction, cap sur la Normandie
Après les cuisants revers britanniques de l'hiver 1944, les Allemands pouvaient s'attendre à ce que les incursions du Bomber Command sur les grandes villes baissent d'un cran. Ce fut le cas mais pour d'autres raisons. Tout d'abord, les bombardiers américains pouvaient maintenant se risquer eux-mêmes dans le ciel allemand car ils bénéficiaient de chasseurs pouvant les escorter tout le long du trajet. Ensuite, le débarquement prévu en France, qui impliquait de préparer la zone afin de faciliter l'invasion alliée. Le Bomber Command fut donc mis à contribution pour frapper les axes de transport, les ponts, les gares de triage, les casernes, les concentrations de blindés, les dépôts de munitions. Les deux forces étaient donc en capacité offensive de bombardement combinée.
Les trois escadres Wilde Sau JG 300, 301 et 302 qui complétaient jusque là assez bien le dispositif allemand, furent progressivement versées à la défense du Reich, laissant les seuls Nachtjagdgeschwader chasser la nuit. Le 27 avril, le 45e appareil abattu par le Leutnant Rudolf Frank (3./NJG 3) explose et endommage gravement l'aile de son Bf 110 et seul ses deux équipiers pourront s'éjecter à temps ; présent dans la NJG 3 depuis 1941, son score ne sera jamais dépassé au sein de cette escadre.

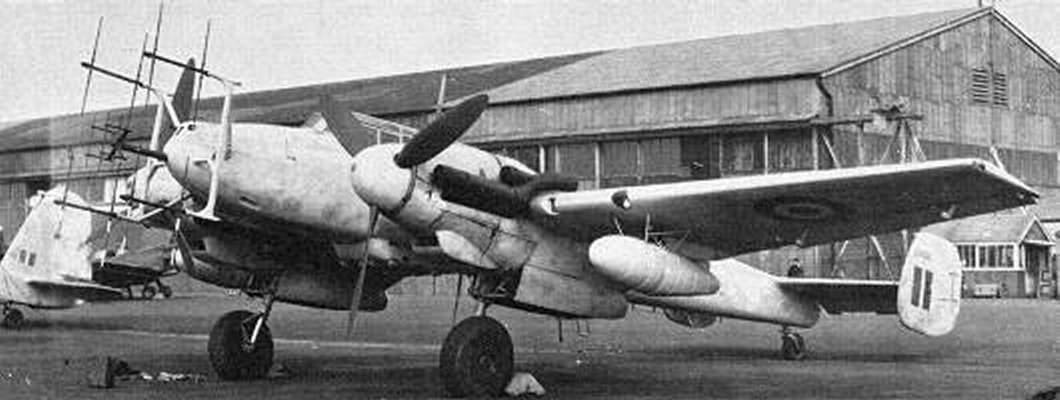
Bf 110G4 vu ici après sa capture par les Britanniques qui l'ont affublé des insignes de la RAF.

L'invasion alliés en juin 1944 prit les Allemands au dépourvu mais la Luftwaffe ne tarda pas à réagir. Les unités de chasse de nuit déjà présentes dans la zone furent complétées par d'autres en provenance d'Allemagne. Elles ne chômèrent pas, tant le ciel nocturne de la zone de débarquement était riche en événements. En plus des missions de défense et d'interdiction au-dessus de la tête de pond, les équipages de la Nachtjagd durent effectuer des tâches pour lesquels ils n'avaient pas été formés (excepté les aviateurs évoluant sur le front Est), à savoir des attaques au sol de nuit, sans compter la forte concentration de chasseurs Alliés. Du fait, les pertes dans les rangs de la Nachtjagd augmentèrent fortement. Ainsi dans la nuit du 20 au 21 juillet 1944, l'Oberfeldwebel Karl-Heinz Scherfling de la 12./NJG 1 se fit descendre par un Mosquito après sa 33e victoire, tandis que le Hauptmann Helmut Bergmann à la tête de la 8./NJG 4 et titulaire de 35 victoires disparut dans la région d'Avranches le 7 août. C'est durant cette période que l'Oberstleutnant Helmut Lent à la tête de la NJG 3 remporta sa 100e victoire nocturne dans la nuit du 18 au 19 juillet.
Une nouvelle escadre de nuit, en fait la dernière nommée NJG 11 sera aussi déployée, mais utilisée à l'instar de la Wilde Sau avec des chasseurs monomoteurs Bf 109 et Fw 190. Les effectifs de la Nachtjagd étaient désormais au maximum de leurs potentiels.

### Accablante spirale
L'implacable pression exercée par les bombardements alliés poussa les défenses de la Luftwaffe dans ses derniers retranchements. Bien que la production d'avions, disséminée un peu partout en Allemagne, demeura constante, le niveau d'entraînement des équipages arrivés en renfort se détériorait. L'espace aérien était maintenant sous contrôle des chasseurs américains et il demeurait peu d'endroit dans le ciel où les jeunes recrues pouvaient s'entraîner. Un point important fut également le manque de carburant, et beaucoup de chasseurs opérationnels ne pourront prendre l'air pour se joindre au combat faute d'essence. Celui-ci sera de plus en plus alloué en priorité aux appareils des pilotes les plus expérimentés, créant une spirale infernale dont l'Allemagne ne pouvait plus se sortir.

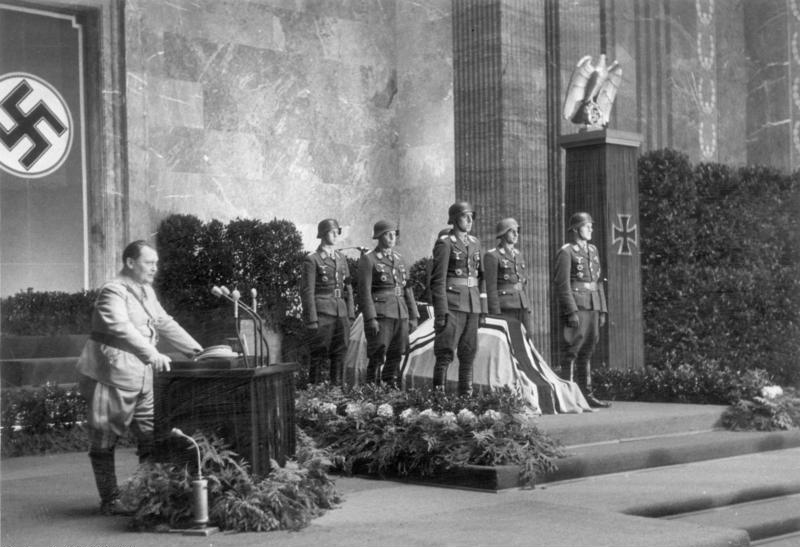
Funérailles officielles d'Helmut Lent.

Autre point noir pour les Allemands, la baisse de qualité dans la fabrication des avions. L'une d'elles entraîna la plus lourde perte de la Nachtjagd de la guerre lorsque Helmut Lent accrocha une ligne électrique le 5 octobre 1944 après une panne moteur de son Ju 88 à l'atterrissage. Grièvement blessés, les quatre membres d'équipage décéderont tour à tour, Lent le dernier le 7 octobre. L'as aux 113 victoires eut droit aux hommages militaires et fut promu Oberst à titre posthume. Comme un symbole, le Hauptmann Heinz-Wolfgang Schnaufer atteignait à son tour le chiffre symbolique des 100 victoires deux jours plus tard.
Au cours des derniers mois de l'année, l'activité sera davantage marquée sur le front russe puisqu'une partie de la NJG 5 basée à l'Est du Reich sera confrontée à des appareils soviétiques, à l'instar de la NJG 100 présente sur ce secteur depuis le début. Cela n'empêcha pas le Bomber Command de continuer ses offensives sur l'Allemagne, malgré le fait qu'il n'y ait plus grand-chose à bombarder dans le pays. Dans la nuit du 6 au 7 décembre, l'Oberleutnant Hans-Heinz Augenstein Staffelkapitän de la 12./NJG 1 est abattu par un chasseur de nuit anglais ; il avait 46 victoires à son actif,. Dans la nuit du 24 au 25 décembre, le vétéran et Hauptmann Heinz Strüning chef de la 3./NJG 1 est à son tour descendu par un Mosquito britannique ; cet as aux 57 victoires depuis 1940 parviendra à sauter mais frappera la queue de son appareil avant de s'écraser au sol. Son corps ne sera retrouvé que deux mois plus tard.

### Un combat jusqu'à la fin
En 1945, la Luftwaffe n'était plus que l'ombre d'elle-même mais les unités de la Nachtjagd répondaient encore présentes. Le mois de janvier fut assez calme à l'inverse de février où les traditionnelles vagues de Halifax et Lancaster durent faire face aux pilotes allemands chevronnés. Plusieurs d'entre eux arrivés au front en 1942 purent s'illustrer en portant leur score à 40, 50, voire 60 victoires en moyenne pour les meilleurs. Si nombre de ces pilotes survivront à la guerre, la malchance sembla affecter les vétérans jusqu'au bout. Ainsi, le Major Paul Semrau à la tête de la NJG 2 et titulaire de 46 succès se fait abattre à son tour à l'atterrissage par un Spitfire après un vol test le 8 février 1945. Le dernier grand combat de la Nachtjagd aura lieu dans la nuit du 21 au 22 février 1945 avec 54 quadrimoteurs abattus et trois Mosquito revendiqués par les avions à réaction de la NJG 11 (voir plus bas).
Le mois de mars qui suivit fut tout aussi bien rempli avec la même volonté dans les deux camps de vouloir se battre jusqu'au bout. Le 7 au 8 mars, le Major Heinz-Wolfgang Schnaufer devenu Kommodore de la NJG 4 à 23 ans à peine, remporta ses trois derniers succès pour un palmarès inégalé de 121 victoires aériennes toutes de nuit. Dans la nuit du 14 au 15 mars, Le Hauptmann Martin Becker à la tête du IV./NJG 6 réalisa l'exploit d'abattre 9 Lancaster en une seule sortie. Finalement, près de 30 % des victoires multiples de la Nachtjagd (comprendre ici au moins un quintuplé) eurent lieu entre février et mars 1945, dont (cinq pour la seule nuit du 22 février),. Trois vétérans tomberont encore avant l'arrêt des hostilités. Dans la nuit du 5 au 6 mars, l'Oberstleutnant Walter Borchers Kommodore de la NJG 5 est abattu par un chasseur de nuit britannique. Ancien pilote de Zerstörer et victorieux depuis la bataille de France, l'as comptabilisait 59 victoires dont 43 de nuit,. Onze jours plus tard, le Major Gerhard Friedrich (chef du I./NJG 6) périt après que sa 33e victime n'explose et ne l'entraîne dans la mort avec lui. Enfin, le Hauptmann Heinz-Horst Hißbach Kommandeur de la II./NJG 2 qui combattit autant sur le front méditerranéen qu'au sein du KG 40, est abattu par la DCA lors d'une mission de nuit d'attaque au sol le 14 avril 1945 ; il comptait alors 34 victoires dont 4 de jour.

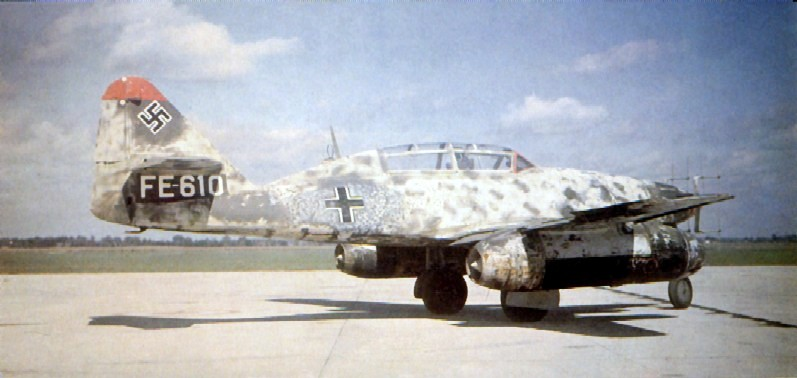
Me 262B-1a/U1 livré à la RAF à Schleswig en mai 1945 et emmené au Royaume-Uni pour essais.

Entretemps, les Allemands avaient fini par jeter dans la bataille leurs dernières armes, parmi elles le Me 262 à réaction qui entra dans la Nachtjagd à la demande personnelle de l'Oberleutnant Kurt Welter, un as de la Wilde Sau. Ainsi naquit le « Kommando Welter » équipé tout d'abord de la version monoplace du chasseur à réaction. En attendant la version officielle de nuit biplace, le Me 262 B-2a au fuselage rallongé d'1,50 m (qui ne sera jamais construite en série), on dériva la version biplace d'entraînement Me 262B-1a, l'opérateur-radar prenant la place arrière de l'instructeur. Munie du radar FuG 218 Neptun, cette version opérationnelle prit la dénomination Me 262 B-1a/U1. Le Kommando Welter fut bientôt rebaptisé 10./NJG 11 et la vingtaine de Me 262 opérèrent jusqu'en avril 1945 principalement pour la lutte anti-Mosquito,. L'unité enregistra une cinquantaine de victoires, dont plus de 20 pour Welter, score le plus élevé sur chasseur à réaction. Suivent derrière les Feldwebel Karl-Heinz Becker et Fritz Reichenbach avec respectivement 8 et 6 victoires.
Des radars plus performants devaient également équiper les chasseurs allemands avant la fin de la guerre, mais la Nachtjagd ne put offrir que peu de moyens dans le domaine de la guerre électronique. Elle usa en revanche d'une méthode de contre-mesure passive assez originale du nom de « Orgelpeife » (pipe d'orgue). Lors d'un raid, quelques chasseurs de nuit pratiquaient la désinformation en parlant sur la fréquence à voie haute, imitant parfois plusieurs accents allemands pour faire croire à l'ennemi qu'un nombre important d'intercepteurs croisaient dans les parages, donnant ainsi l'illusion du nombre, et semant le doute parmi les équipages anglais.  
Avec l'avancée des Alliés de tous les côtés et la pénurie de carburant accrue, plusieurs unités de la Luftwaffe (toutes catégories confondues) étaient purement et simplement appelées à disparaître. Les aviateurs et surtout les mécaniciens reçurent des fusils ou des armes anti-char pour rejoindre les rangs de l'infanterie. Les toutes dernières victoires de mi-avril eurent lieu essentiellement face aux bombardiers soviétiques, les Anglais estimant qu'il n'y avait plus de cibles à bombarder en Allemagne. Pourtant, c'est bien un bombardier britannique qui sera la dernière des quelque 7 400 victimes de la Nachtjagd, quand l'Oberleutnant Fritz Brandt du IV./NJG 3 descendra un Lancaster dans la nuit du 2 au 3 mai 1945,. Les deux camps n'auront pas démérité, en témoignent les nombreuses pertes en vies humaines parmi les équipages allemands et anglais.

## Effectifs & unités

### Nombres d'avions en ligne
La proportion du nombre de chasseurs de nuit dans les effectifs de la Luftwaffe fut croissante le long du conflit, à l'exception de la dernière année de la guerre :
- 17 aout 1940 : 63 chasseurs sur 3 157 appareils au total ; (2 % des effectifs)
- 24 juin 1941 : 148 sur 3 428 ; (4,3 %)
- 27 juillet 1942 : 203 sur 3 500 ; (5,8 %)
- 17 mai 1943 : 378 sur 4 641 ; (8,1 %)
- 31 mai 1944 : 572 sur 4 928 ; (11,6 %)
- 10 janvier 1945 : 808 sur 4 568 ; (17,7 %)
- 9 avril 1945 : 485 sur 3 331 ; (14,6 %)

### Unités[103]

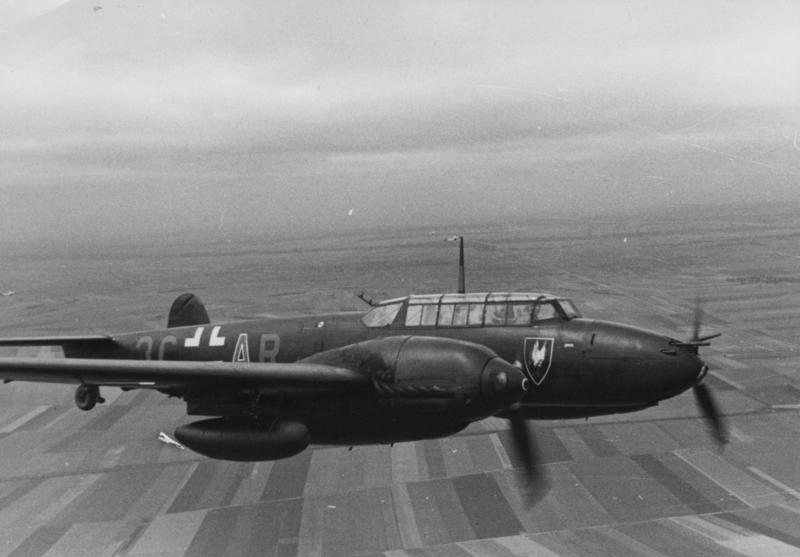
Bf 110 "3C+AR" de lOberleutnant Hans-Karl Kamp, Staffelkapitän de la 7./NJG 4.

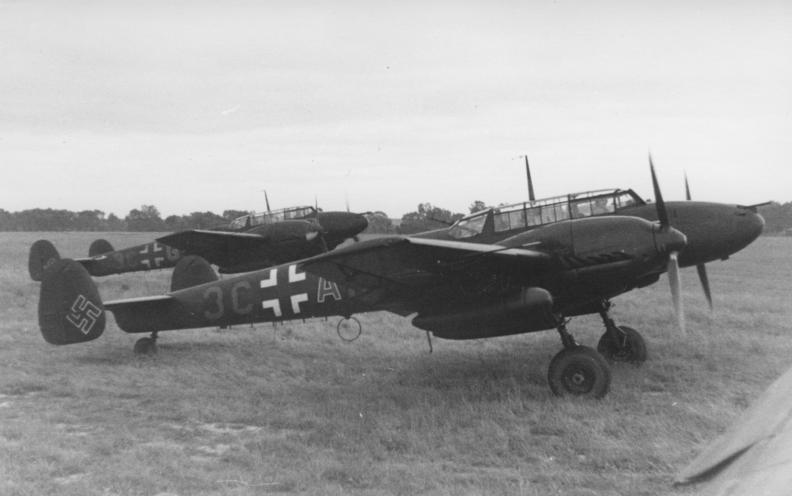
Le même appareil au sol ; derrière, un autre Bf 110 codé "3C+GR".

- Nachtjagdgeschwader 1 ou NJG 1 : première escadre de chasse de nuit formée en juin 1940 qui malgré sa dénomination, opéra sporadiquement comme les autres unités de ce type en tant que chasse diurne. Elle revendiqua autour de 2 000 victoires à la fin de la guerre[104],[105] mais perdit pas moins de 676 pilotes et membres d'équipage[101].
- Nachtjagdgeschwader 2 ou NJG 2 : formée en septembre 1940 à partir du II./NJG 1. Elle sera en partie déployée en Méditerranée entre l'automne 1941 et le printemps 1943[106],[107]. Le 13 juillet 1944, un de ses chasseur (un Junkers JU 88G-1 codé 4R+UR) désorienté, atterrit par erreur sur la base britannique de Woodbridge, révélant ainsi aux Alliés des informations techniques essentielles sur les radars embarqués allemands.
- Nachtjagdgeschwader 3 ou NJG 3 : créée en septembre 1941 à partir d'unités de chasse lourdes Zerstörer[108],[109].
- Nachtjagdgeschwader 4 ou NJG 4 : créée en avril 1941 à Metz mais le gros de l'unité ne voit pas le jour avant l'année d'après[110],[111]. Peu d'unités de chasse de nuit stationnèrent en France, en raison de leur position excentrée par rapport aux axes de progression des bombardiers alliés (front constitué par les côtes belges et néerlandaises de la mer du Nord)[note 24].
- Nachtjagdgeschwader 5 ou NJG 5 : créée en septembre 1942. Cette escadre opéra dans un premier temps sur le front Est puis principalement à l'Ouest[112],[113].
- Nachtjagdgeschwader 6 ou NJG 6 : dernière escadre entièrement constituée en août 1943 pour la défense du Reich[114],[115],[note 25].
- Nachtjagdgeschwader 7 ou NJG 7 : partiellement constituée que d'un Gruppe en février 1944, qui sera reversée ensuite à la NJG 2 après dix mois d'existence[65],[116].
- Nachtjagdgruppe 10 ou NJGr. 10 : groupe mixe créé début 1944 alignant trois Staffeln équipés de chasseurs monomoteur et bimoteurs engagés à l'Ouest [117],[118].
- Nachtjagdgeschwader 11 ou NJG 11 : formée en août 1944 mais employée dans un rôle Wilde Sau[119],[120].
- Nachtjagdgeschwader 100 ou NJG 100 : seule unité déployée en août 1943 presque exclusivement sur le front Est (Russie Blanche, Prusse Orientale et Pologne)[121],[122].
- Nachtjagdgeschwader 101 ou NJG 101 : formée en mars 1943 comme unité d'entraînement ; elle participera néanmoins de façon non négligeable aux combats de jour comme de nuit principalement contre les forces anglo-américaines[123],[124].
- Nachtjagdgeschwader 102 ou NJG 102 : formée à la fin de l'année 1943 pour l'écolage ; elle combattra de façon sporadique principalement sur le front Est au cours de l'été 1944[125],[126].
- Nachtjagdgeschwader 200 ou NJG 200 : créée parallèlement à la NJG 100 sans pour autant constituer une véritable escadre. Seul une poignée de  Staffeln verra le jour et utilisée sur le front russe entre août et septembre 1943, avant que l'ensemble ne soit versé à la NJG 100[46],[127].

## Aviateurs

### État-major
- Josef Kammhuber : General der Nachtjagd[128]
- Wolfgang Falck : considéré comme le père de la Nachtjagd[5],[129]

### As
La liste ci-dessous s'organise par récipiendaire chronologique (parfois à titre posthume) de la Croix de Chevalier avec en seconde colonne, le score nocturne et entre parenthèses le score final incluant les victoires de jour. Sont exclus les pilotes ayant acquis des succès nocturnes mais dont les principaux faits d'armes ont eu lieu sous d'autres unités de combat.

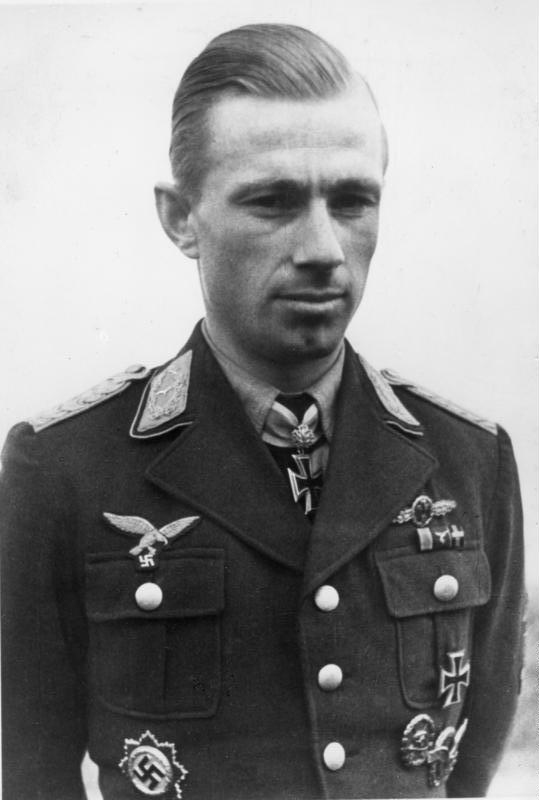
Figure de la Nachtjagd, Helmut Lent restera l'as des as durant trois années entières avant d'être victime d'une panne de moteur.

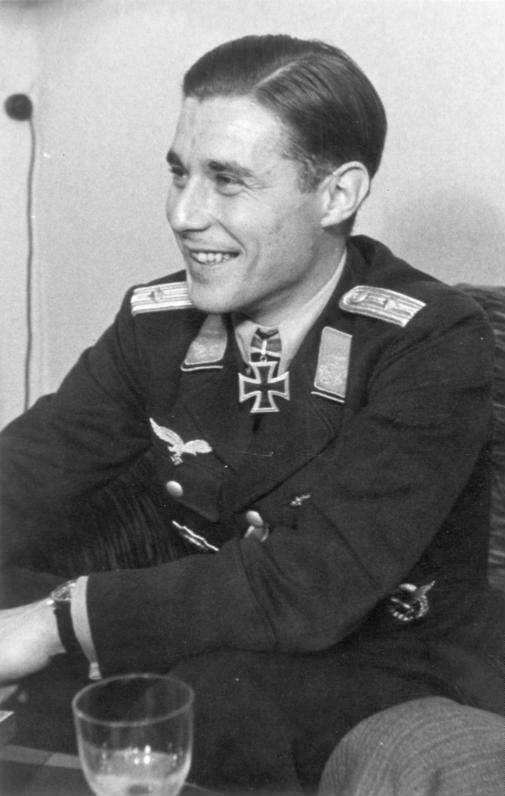
L'autrichien Egmont Prinz zur Lippe-Weissenfeld combattra successivement aux NJG 1, 2 et 3 avant de périr accidentellement.

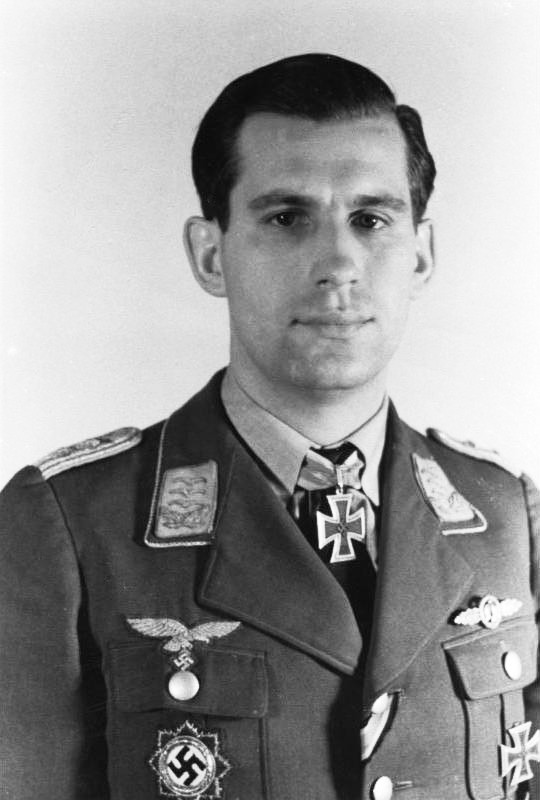
Paul Semrau fera toute sa carrière de chasse de nuit à la NJG 2 et sera l'un des derniers grands as à périr avant la fin de la guerre.

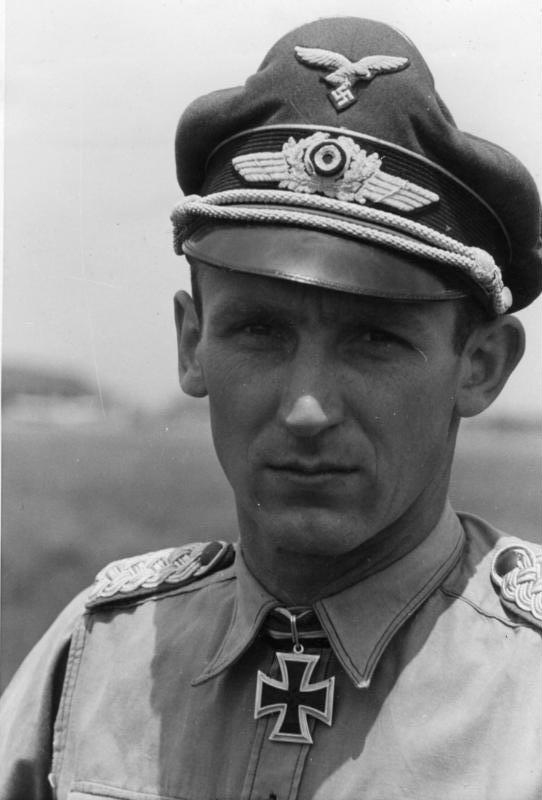
Herbert Lütje débutera sa carrière avec la (N)./JG 2 et finira aux commandes de la NJG 6.

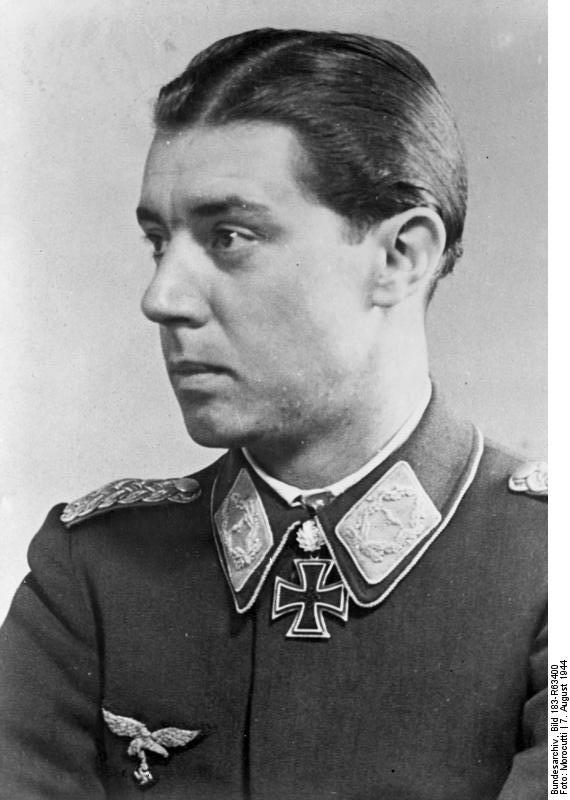
Meilleur as sur Zerstörer en 1940, Hans-Joachim Jabs sera versé dans la chasse de nuit et deviendra le dernier chef de la NJG 1.

| As de la Nachtjagd                  | Scores    | Unités                  | Notes                |
| ----------------------------------- | --------- | ----------------------- | -------------------- |
| Werner Streib                       | 67 (68)   | NJG 1                   | ,                    |
| Hans Hahn                           | 13        | NJG 2                   | mort le 11/10/41     |
| Paul Gildner                        | 41 (43)   | NJG 1, 2                | mort le 24/02/43,    |
| Reinhold Eckardt                    | 19 (22)   | NJG 1, 3                | mort le 30/07/42     |
| Helmut Lent                         | 105 (113) | NJG 1, 2, 3             | mort le 07/10/44,    |
| Wilhelm Beier                       | 38        | NJG 1, 2                | ,                    |
| Reinhold Knacke                     | 45        | NJG 1                   | mort le 03/02/43,    |
| Egmont Prinz zur Lippe-Weissenfeld  | 51        | NJG 1, 2, 3, 5          | mort le 12/03/44,    |
| Ludwig Becker                       | 44        | NJG 1, 2                | disparu le 26/02/43, |
| Rudolf Schönert                     | 64        | NJG 1, 2, 3, 5, 10, 100 | ,                    |
| Heinrich Prinz zu Sayn-Wittgenstein | 83        | NJG 2, 3, 5, 100        | mort 21/01/44,       |
| Paul Semrau                         | 41 (46)   | NJG 2                   | mort le 08/02/45,    |
| Alfons Köster                       | 25 (26)   | NJG 1, 2, 3             | mort le 07/01/45     |
| Heinz Strüning                      | 57        | NJG 1, 2                | mort le 25/12/44,    |
| Manfred Meurer                      | 65        | NJG 1, 5                | mort le 21/01/44,    |
| Horst Patuschka                     | 23        | NJG 2                   | mort le 06/03/43     |
| August Geiger                       | 53 (54)   | NJG 1                   | mort le 29/09/43,    |
| Herbert Lütje                       | 47 (50)   | NJG 1, 6                | ,                    |
| Hans-Dieter Frank                   | 54 (55)   | NJG 1                   | mort le 28/09/43,    |
| Wilhelm Herget                      | 58 (73)   | NJG 1, 3, 4             | ,                    |
| Josef Kociok                        | 21 (33)   | (N)ZG 1, NJG 200        | mort le 26/09/43     |
| Rudolf Sigmund                      | 27 (29)   | NJG 1, 2, 3             | mort le 03/10/43     |
| Günther Radusch                     | 64 (65)   | NJG 1, 2, 3, 5          | ,                    |
| Walter Ehle                         | 32 (39)   | NJG 1                   | mort le 18/11/43     |
| Reinhard Kollak                     | 49        | NJG 1, 4                | [ 148 ]              |
| Lothar Linke                        | 24 (27)   | NJG 1, 2                | mort le 14/05/43     |
| Heinz Vinke                         | 54        | NJG 1, 2                | mort le 26/02/44,    |
| Heinrich Wohlers                    | 29        | NJG 1, 4, 6             | mort le 15/03/44     |
| Heinz-Wolfgang Schnaufer            | 121       | NJG 1, 4                | ,                    |
| Heinz Grimm                         | 26 (27)   | NJG 1, 2                | mort le 13/10/43     |
| Alois Lechner                       | 44        | NJG 2, 5, 100           | disparu le 23/02/44  |
| Eckart-Wilhelm von Bonin            | 35 (37)   | NJG 1, 102              | [ 150 ]              |
| Hans-Joachim Jabs                   | 30 (50)   | NJG 1, 3                | ,                    |
| Martin Becker                       | 58        | NJG 6                   | ,                    |
| Paul Szameitat                      | 28 (29)   | NJG 1, 3, 5             | mort le 02/01/44     |
| Rudolf Frank                        | 45        | NJG 3                   | mort le 26/04/44,    |
| Leopold Fellerer                    | 39 (41)   | NJG 1, 2, 5, 6          | [ 153 ]              |
| Karl-Heinz Scherfling               | 33        | NJG 1 & 2               | mort le 27/07/44     |
| Werner Hoffmann                     | 51 (52)   | NJG 3 & 5               | [ 155 ]              |
| Hans-Heinz Augenstein               | 46        | NJG 1                   | mort le 07/12/44     |
| Helmut Bergmann                     | 35        | NJG 4                   | disparu le 07/08/44  |
| Ludwig Meister                      | 38 (39)   | NJG 1, 4                | [ 158 ]              |
| Paul Zorner                         | 59        | NJG 2, 3, 5, 100        | ,                    |
| Gerhard Raht                        | 58        | NJG 2, 3                | ,                    |
| Werner Baake                        | 43        | NJG 1                   | [ 161 ]              |
| Walter Borchers                     | 43 (59)   | NJG 3, 5                | mort le 05/03/45     |
| Heinz Rökker                        | 64 (65)   | NJG 2                   | ,                    |
| Heinz-Martin Hadeball               | 33        | NJG 1, 4, 6, 10         | [ 163 ]              |
| Dietrich Schmidt                    | 43        | NJG 1                   | [ 164 ]              |
| Martin Drewes                       | 43 (52)   | NJG 1, 3                | ,                    |
| Georg-Hermann Greiner               | 47 (51)   | NJG 1, 2                | ,                    |
| Ernst-Wilhelm Modrow                | 34        | NJG 1                   | [ 167 ]              |
| Werner Husemann                     | 34        | NJG 1, 3                | [ 168 ]              |
| Josef Kraft                         | 56        | NJG 1, 4, 5, 6          | ,                    |
| Gustav Francsi                      | 56        | NJG 100                 | [ 169 ]              |
| Wilhelm Johnen                      | 34        | NJG 1, 5, 6             | [ 170 ]              |
| Hans Krause                         | 28        | NJG 3, 4, 101           | [ 171 ]              |
| Wilhelm Engel                       | 19 (21)   | NJG 1, 4, 6             | [ 172 ]              |
| Johannes Hager                      | 46 (48)   | NJG 1                   | [ 173 ]              |
| Gerhard Friedrich                   | 33        | NJG 1, 4, 6             | mort le 16/03/45     |
| Ernst-Georg Drünkler                | 47        | NJG 1, 5                | [ 93 ]               |
| Günther Bahr                        | 36 (37)   | NJG 1, 4, 6             | [ 162 ]              |
| Heinz-Horst Hißbach                 | 30 (34)   | NJG 2                   | mort le 14/04/45     |
| Helmut Schulte                      | 25        | NJG 5, 6                | [ 175 ]              |
| Fritz Lau                           | 28        | NJG 1                   | [ 176 ]              |
| Paul-Hubert Rauh                    | 31        | NJG 1, 4                | [ 177 ]              |

### Radio navigateurs / mitrailleurs arrières
Les équipages des Nachtjagdgeschwader étaient constitués de deux à quatre aviateurs suivant l'époque et l'avion utilisé. 14 opérateurs radar seront décorés de la Croix de Chevalier pour leurs nombreuses victoires partagées avec leur pilote respectif. C'est en effet grâce à leur lecture des systèmes embarqués que les as purent trouver leur cible en pleine nuit. Deux d'entre eux seront tués au combat (respectivement avec Manfred Meurer et Helmut Lent en 1944). Les plus connus sont le Leutnant Friedrich Rumpelhardt et l'Oberfeldwebel Wilhelm Gänsler, tous deux opérateurs du célèbre Major Heinz-Wolfgang Schnaufer, as des as de la Nachtjagd avec 121 victoires.

## Appareils

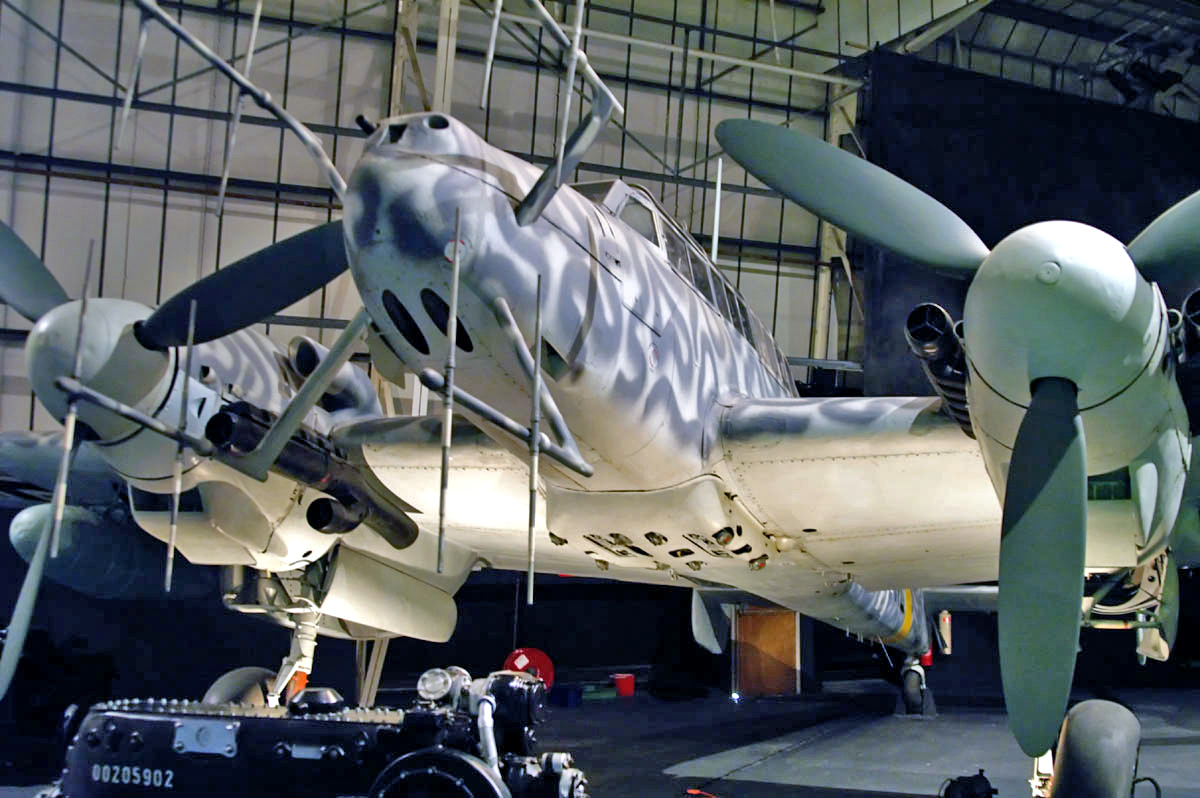
Messerschmitt Bf 110G-2 conservé au Royal Air Force Museum à Hendon.

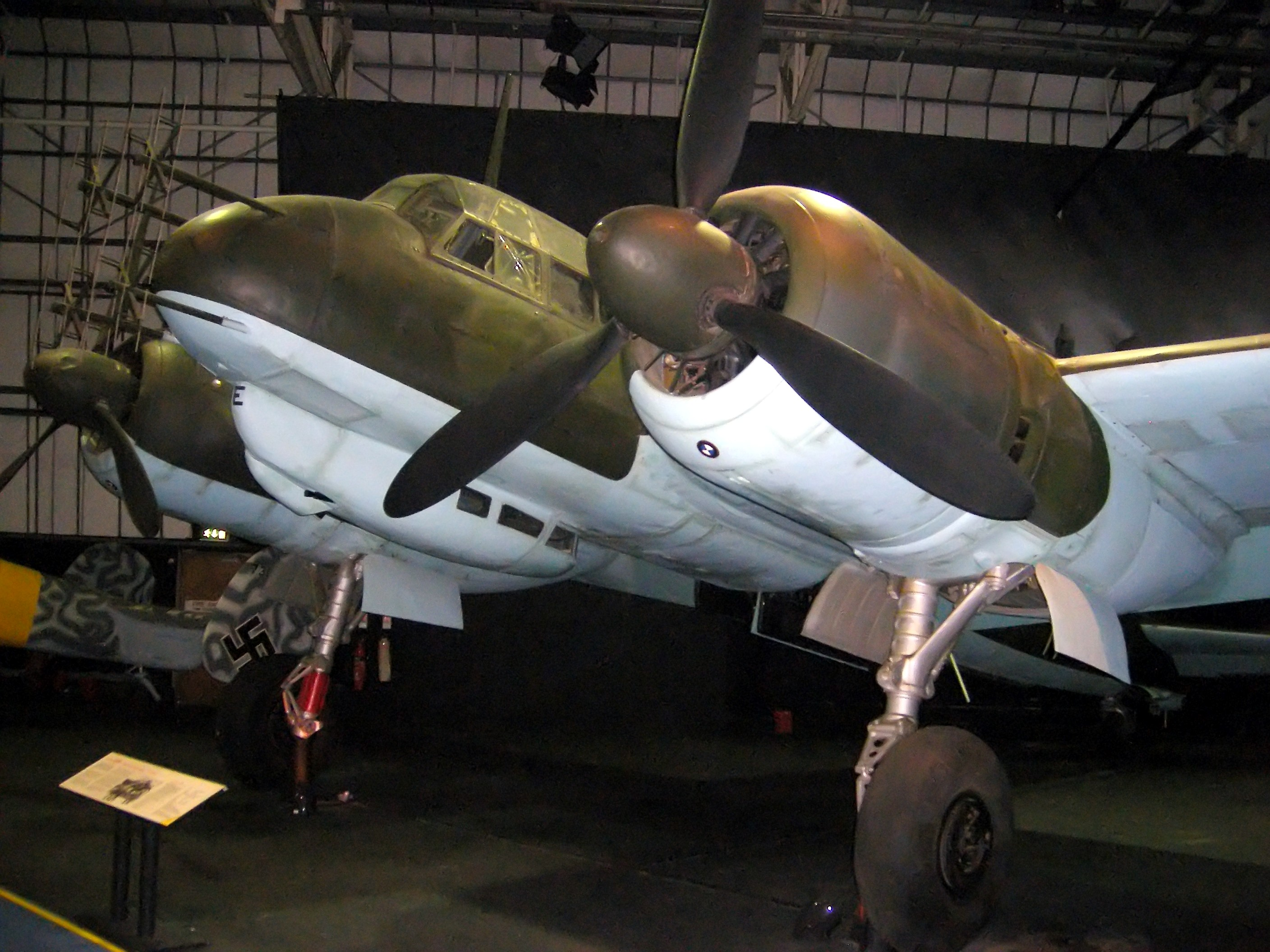
Junkers Ju 88R-1, Hendon.

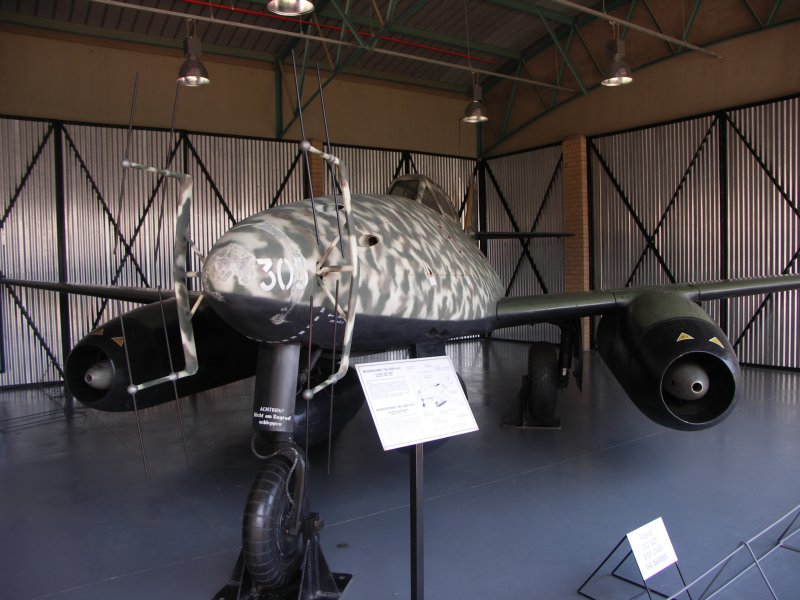
Messerschmitt Me 262B-1a/U1 du South African National Museum of Military History à Johannesbourg.

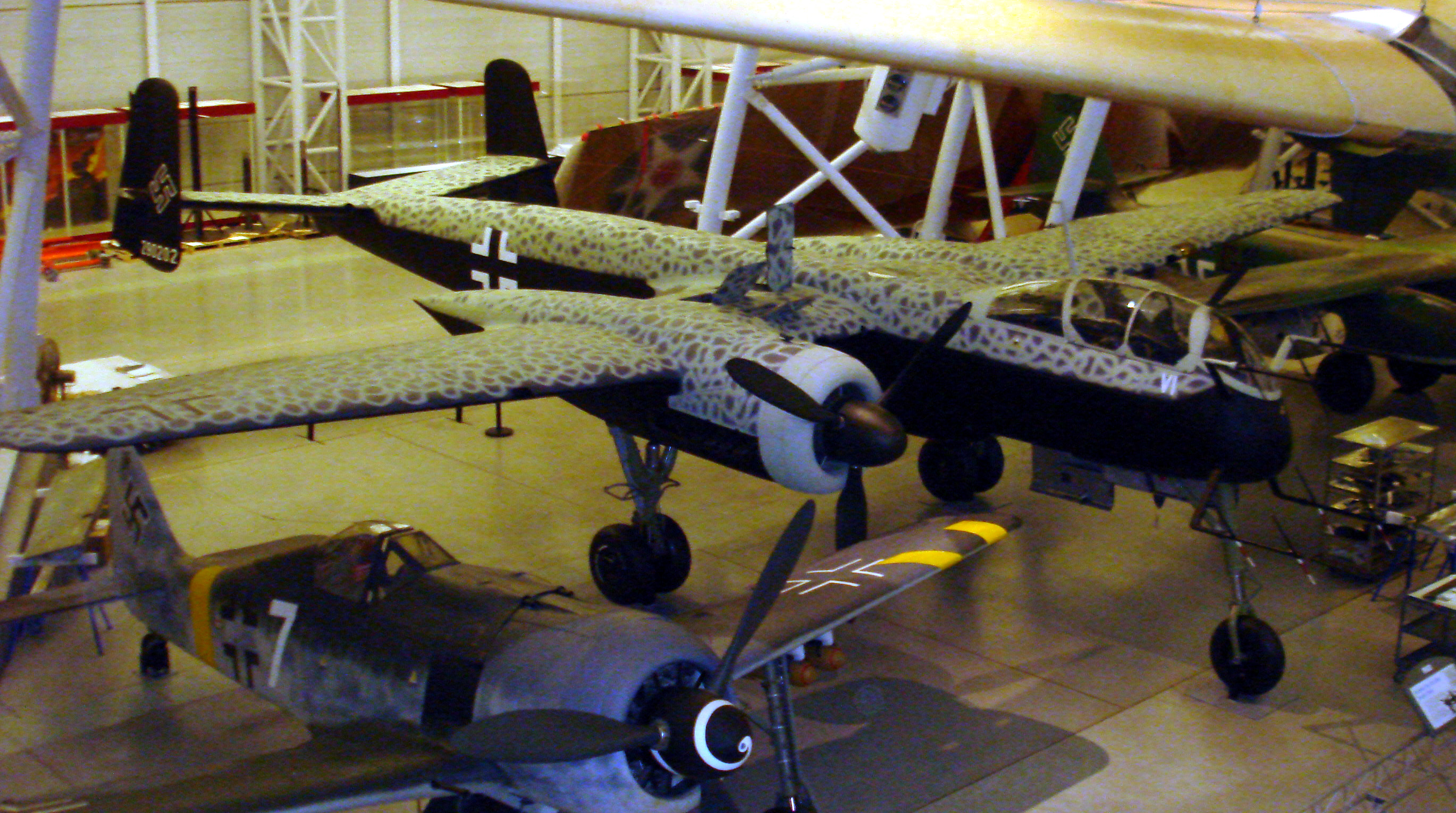
Heinkel He 219A-2 exposé au Centre Steven F. Udvar-Hazy dans l'état de Virginie, États-Unis.

### Opérationnels
- Dornier Do 17
- Dornier Do 215
- Dornier Do 217
- Focke-Wulf Fw 190
- Heinkel He 219 « Uhu »[note 32],[note 33]
- Junkers Ju 88
- Messerschmitt Bf 109
- Messerschmitt Bf 110
- Messerschmitt Me 262

### Projets
- Arado Ar 234 : la possibilité de convertir ce monoplace biréacteur de reconnaissance et de bombardement en chasseur de nuit lourd fut étudiée et testée. Une trentaine d'appareils devaient initialement être utilisés mais seulement trois prototypes (dont deux opérationnels) furent mis à disposition dès octobre 1944 sous la désignation Ar 234B-2/N Nachtigall (rossignol). L'emplacement pour les caméras faisait place à un second siège tandis que les antennes du radar FuG 218 Neptune V étaient plaquées sur le nez vitré. L'armement comportait deux canons de 20 mm en gondole. Leur mission consistaient à intercepter les bimoteurs Mosquito, mais aucun ni parviendra et les deux avions seront accidentellement perdus les 23 février et 1er mars 1945[179].

- Dornier 335 Pfeil[180].

### Prototype
- Ta 154 Moskito prototype élaboré par l'ingénieur Kurt Tank - erronément labellisé Focke-Wulf - Tank étant un des ingénieurs en chef de cet avionneur et le projet une initiative personnelle de ce dernier. L'idée était de fabriquer un avion aux performances équivalentes au Mosquito britannique. Un prototype fut livré à la NJG 3 pour évaluation en décembre 1944 sans donner suite[181].